# Altmarkt 21–25 / Seestraße 2–16

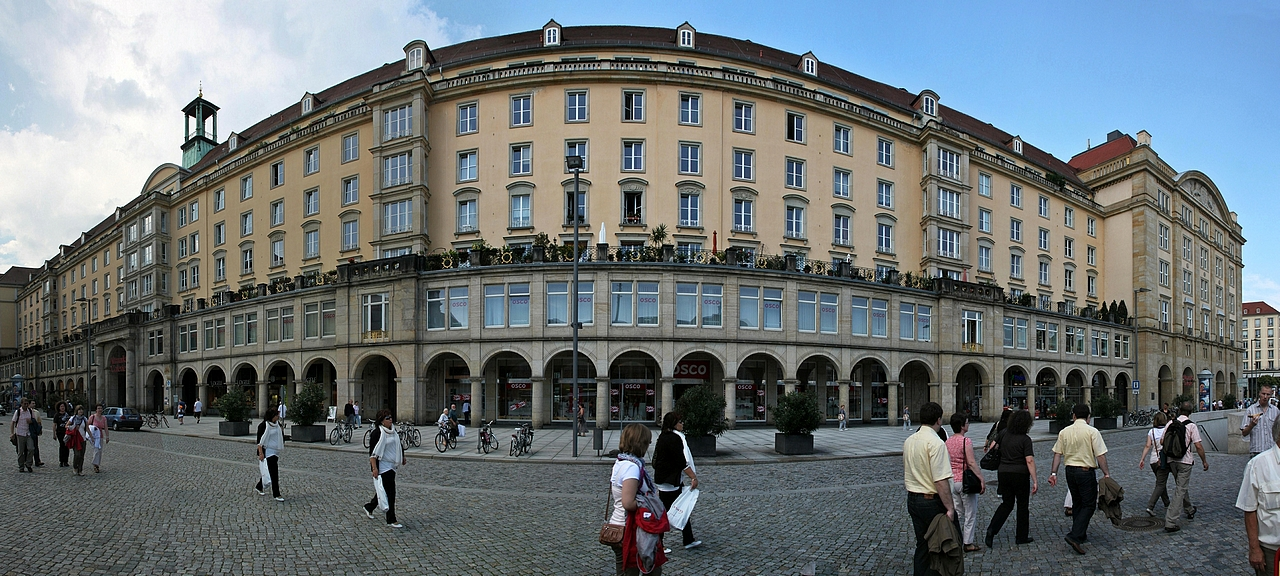
Gebäudekomplex Altmarkt 13–25 (Zustand August 2011)

Der Gebäudekomplex Altmarkt 21–25 / Seestraße 2–16, ursprünglich Altmarkt 13–25, mit dem ehemaligen Warenhaus „Centrum“ und dem Café Prag bildet die Westseite des Altmarkts und der Seestraße in Dresden. Der Komplex wurde in den 1950er-Jahren errichtet.

## Geschichte

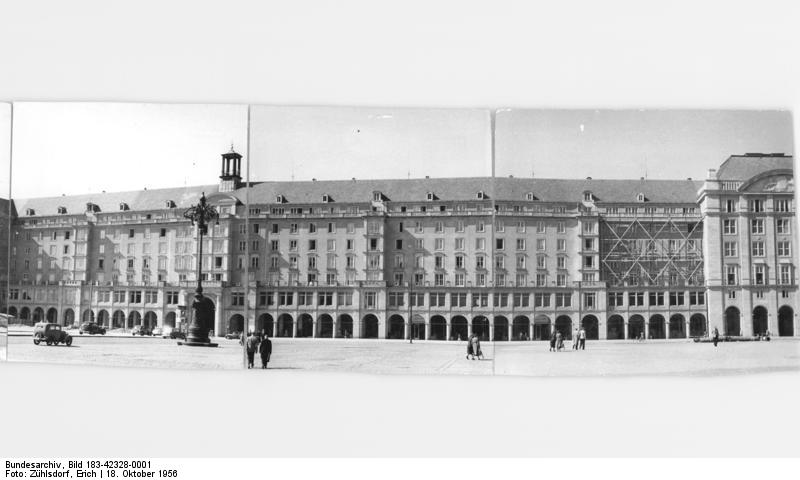
Zustand während der Bauphase (1954)

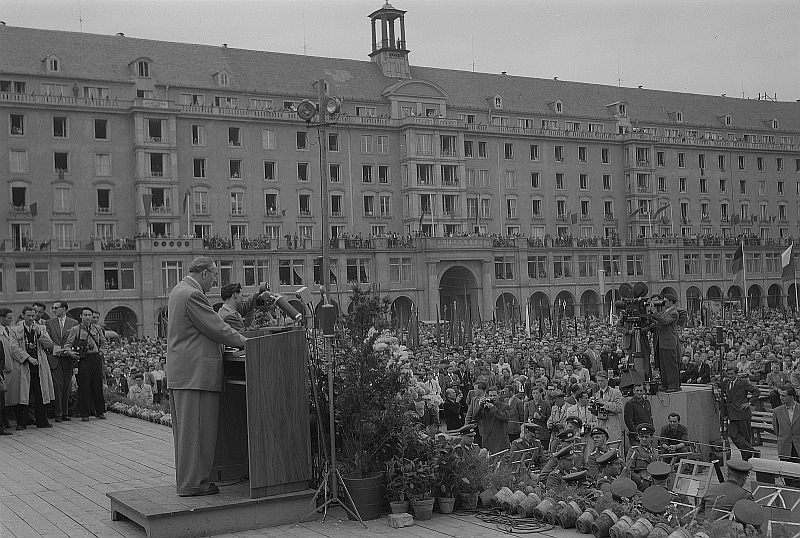
Otto Grotewohl spricht bei der Einweihung des neu erbauten Altmarktes vor der Gebäudezeile Altmarkt 13–25 (1954)

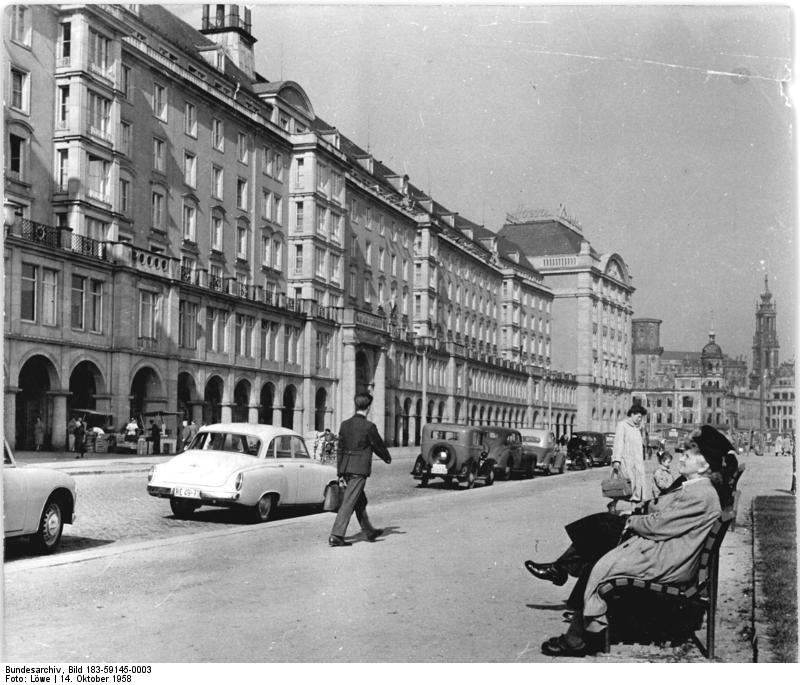
Der Gebäudekomplex nach der Fertigstellung (1958), im Hintergrund rechts das kriegszerstörte Residenzschloss

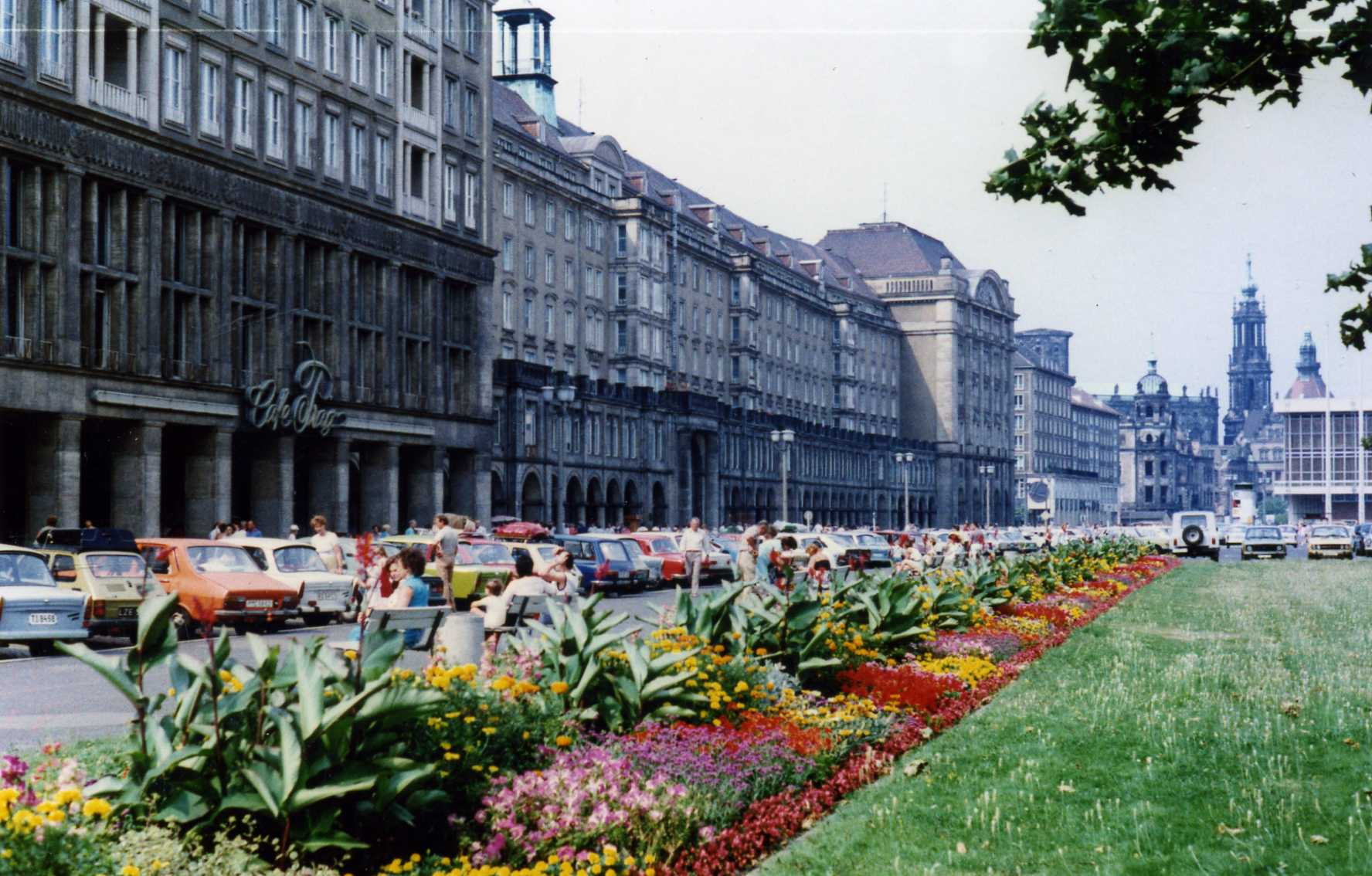
Der gleiche Blickwinkel 30 Jahre später (1988)

Am 26. September 1952 wurde ein Architekturwettbewerb zur Umgestaltung des Altmarkts ausgeschrieben. Vorgegeben wurde eine Vergrößerung des Platzes auf 20.000 Quadratmeter. Am 20. November 1952 entschied sich das Preisgericht für den Entwurf von Herbert Schneider, der mit Johannes Rascher den Auftrag erhielt, einen gemeinsamen, überarbeiteten Entwurf zu erstellen. Zum Altmarkt-Wettbewerb erhob das Landesamt für Denkmalpflege Einspruch und meinte, dass die Hauptgesimshöhe am Altmarkt, auch „Festsaal der Stadt Dresden“ genannt, ursprünglich 18 Meter betragen hatte und die Höhe von 21 Meter nicht überschritten werden dürfe. In dem überarbeiteten Entwurf von Schneider und Rascher betrug die Firsthöhe 33 Meter; der Altmarktgrundriss wurde vergrößert. Die Grundsteinlegung für den Wiederaufbau des Altmarkts nahm Walter Ulbricht am 31. Mai 1953 vor. An dieses Ereignis erinnert eine Gedenktafel. Nach Walter Ulbricht legten die Pläne der Architekten Schneider und Rascher Zeugnis davon ab, dass „es möglich ist, die historischen Baudenkmäler den Neubauten so maßstabgerecht einzugliedern, dass die Gesamtkomposition Dresden seine alten Ruhm als Kunststadt sichern wird“.

## Beschreibung
Der Gebäudekomplex Altmarkt Nr. 13–25 wurde von 1953 bis 1958 nach Entwürfen der Architekten Rascher, Gerhard Guder und Gerhard Müller errichtet. Der Gebäudekomplex ist siebengeschossig und stellt die westliche Platzfront des Altmarktes dar. In den ein- und zweigeschossigen Arkadenbauten sind Läden untergebracht. Im Sinne des damaligen Kulturprogramms wurde 1951 gemäß den „16 Grundsätzen zum Städtebau“ in einem das „Nationale Kulturerbe fortführenden Baustil“ gebaut. Resultat war der im Jahre 1953 erfolgte Wiederaufbau des Altmarkts im Baustil des Sozialistischen Klassizismus, der historisierend den Dresdner Barock zitiert. Die „großzügigere, palastartig komponierte Westseite“ desselben werden von Jürgen Paul als die „städtebaulich und immerhin ästhetisch wirkungsvollste Bebauung der neuen Innenstadt“ bezeichnet.